# Javier Ángel Figueroa
Javier Ángel Figueroa Larraín (Santiago de Chile, 17 de enero de 1862-ibíd., 26 de junio de 1945) fue un abogado, juez y político chileno.

## Familia y estudios
Hijo de Francisco de Paula Figueroa Araoz y Rosalía Larraín Echeverría, hermano mayor del presidente Emiliano Figueroa. 
Entró a estudiar al Colegio San Ignacio en 1871, y luego a la Facultad de Derecho de la Universidad de Chile donde se graduó con la tesis: El estudio Comparado de Derecho Civil y Comercial. 
Juró como abogado en 1882 y luego contrajo matrimonio con Inés Arrieta Cañas, con quien tuvo cinco hijos.

## Carrera pública

### Inicios y candidato presidencial en 1915
Entró a la vida pública en compañía de algunos de sus hermanos, enlistándose en el Partido Liberal de Chile, del cual llegaría a ser candidato a la presidencia de la República.
Debido a su popularidad en el congreso y su trayectoria como ministro, la Alianza Liberal, que aglomeraba a los partidos de ideología liberalista, lo eligen candidato de dicha facción en la Elección presidencial de 1915.
En dicha elección fue contendor de Juan Luis Sanfuentes Andonaegui, apodado el «padre del parlamentarismo a la chilena», quien finalmente venció en las elecciones. Dichos comicios fueron evidentes, llegando a tener la candidatura de Figueroa más votos que electores, debido al descuento de dichos votos, Sanfuentes accedió a la presidencia, perdiendo Figueroa por un solo voto.
Figueroa se mantuvo en la vida pública dentro del seno del liberalismo, habiendo sido este el impulsor de la unión de los liberales en torno a un partido único.

### Ministro y presidente de la Corte Suprema
Encargado principalmente de administraciones agrícolas, ingresó en 1920 a la Corte Suprema. En 1925, elegido su hermano Emiliano como presidente, asumió la presidencia de la corte; su labor se vería opacada por la turbulencia de la política de ese entonces, llegando a un clímax en 1927.
En 1927, el gobierno de Emiliano Figueroa se encontraba en crisis debido al crecimiento de la figura del ministro Carlos Ibáñez del Campo, este tratando de acrecentar el poder ejecutivo, intentó apoderarse del Poder Judicial, a lo que Javier Ángel respondió tornándose en contra de dicho ministro. Días después, Ibáñez que controlaba la cartera del Interior, lo envió al exilio hacia Buenos Aires Argentina y propuso un reemplazante en dicho cargo; Emiliano Figueroa, en respuesta al exilio de su hermano renunció a la presidencia, asumiendo Ibáñez, quien luego se ratificaría en unas rápidas elecciones.
Tras la caída del gobierno de Ibáñez, Figueroa retorna al país, y al ser restituido democráticamente el Poder Judicial por el presidente Juan Esteban Montero, Figueroa retoma el mando de dicha institución. En dicho cargo duraría hasta 1932, cuando es reemplazado por Abraham Oyanedel, con la caída del gobierno que derrocó a Montero por las mismas fechas, Oyanedel asume el mando de la nación por su calidad de sucesor constitucional, debido a un alzamiento civil dentro de las guarniciones Antofagasta-Concepción.

### Ministro del Interior y últimos años
Asumido Oyanedel, Figueroa es designado ministro del Interior de Chile. En dicho cargo su ministerio se encargó de la organización de las primeras elecciones democráticas tras el alzamiento que derribó a Montero.
Al dejar su cargo el mismo año, finalizó su vida pública ejerciendo como director del Hospital Josefina Martínez. Murió en 1945 aún al mando de dicha institución.